# スズキ・クロスケージ

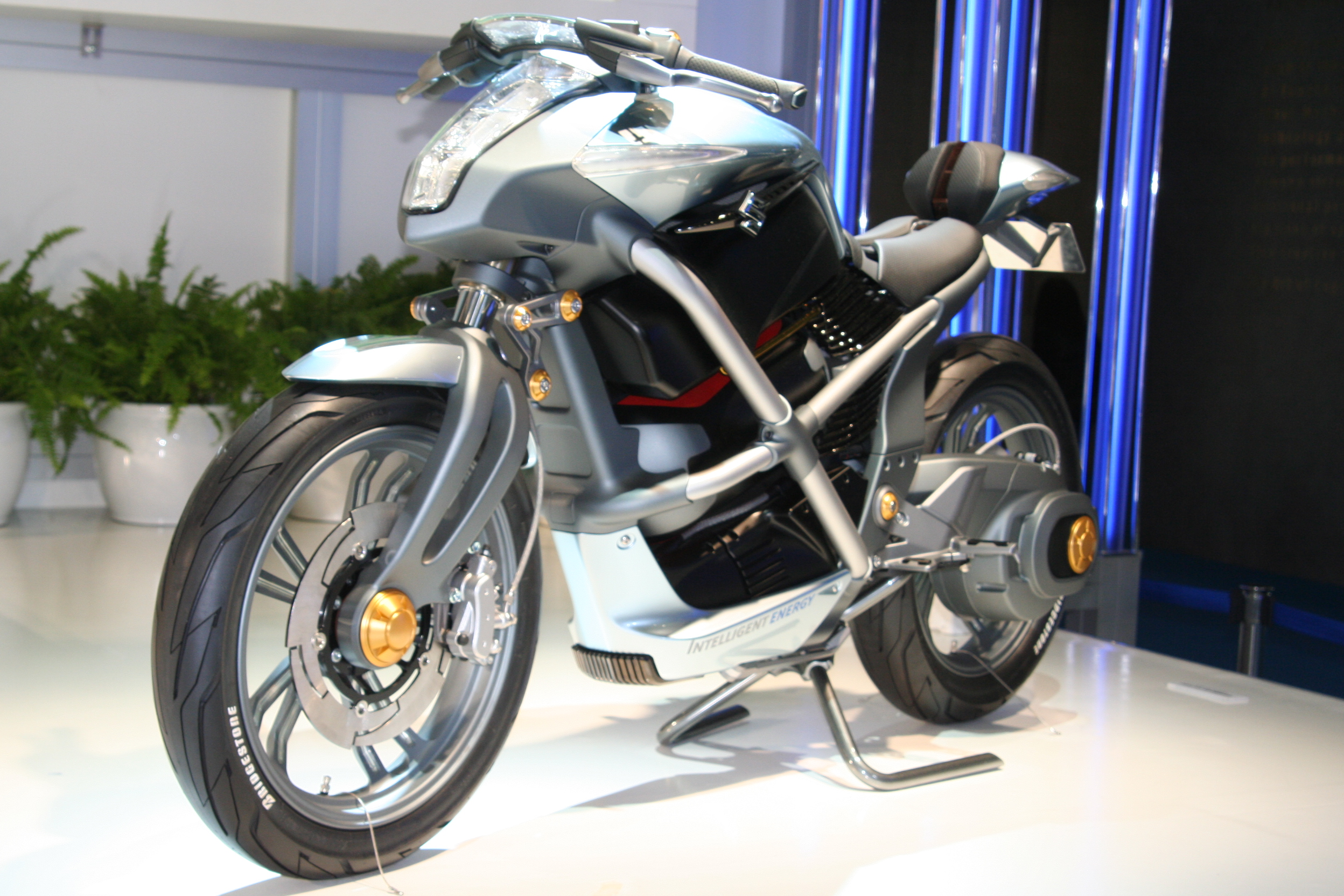
スズキ・クロスケージ

クロスケージ（CROSSCAGE）は、スズキが製造したコンセプト車である。

## 概要
2007年の東京モーターショーで発表された。シンプルで小型軽量の空冷式燃料電池システムと高性能リチウム二次電池を組み合わせた次世代オートバイとして開発された。電子制御ができる。燃料電池ユニットはイギリスのインテリジェントエナジー社が採用されている。燃料は水素を使用し、水素をイオン交換膜に通すことで電力を得る際に発生する熱処理を空冷式にすることにより発電する。モーターは後輪に直接接続するインホイールモーターで駆動する。名前のクロスケージはここから来ている。アメリカンタイプであるが、トランスミッションはオートマチックトランスミッションを採用している。

## 参照
1. 1 2 3 4 5  "スズキ株式会社　企業ニュース　2007年9月28日　第40回東京モーターショー2007への出品概要" 2010年9月24日検索。
2. 1 2 3 4  MFJ未来のバイクスズキ「クロスケージ」(燃料電池バイク)試乗会が開催されました
3. ↑  Digiinfo TV 燃料電池バイク　スズキ「crosscage　クロスケージ」